# Luis Carandell
Luis Carandell Robusté (Barcelona, España, 24 de febrero de 1929-Madrid, España, 29 de agosto de 2002) fue un periodista, escritor y presentador español de programas de televisión como el Telediario de TVE.

## Biografía
Hijo de Juan Carandell Marimón y Josefina Robusté Rosés, era el primogénito de siete hermanos. Al estallar en 1936 la guerra civil española, la familia se trasladó a Francia, San Sebastián, Burgos y Bilbao, para regresar de nuevo a Barcelona en 1939. En 1947 se instala en Madrid donde estudia la carrera de Derecho, y regresa a Barcelona para realizar el servicio militar.

### Periodista: corresponsal, narrador de viajes y lugares y cronista parlamentario
La mayor parte de su vida profesional la dedicó al periodismo en prensa, radio y televisión. Se consideraba a sí mismo como periodista de oficio más que de formación. Realiza un curso de periodismo de tres meses de duración, convocado en el Ateneo Barcelonés y dirigido por Juan Aparicio, entonces director general de Prensa. En 1952 inicia su trayectoria periodística colaborando con El Correo Catalán, para pasar luego a El Noticiero Universal.
Posteriormente, iniciaría su etapa por distintas corresponsalías. Fue corresponsal en el extranjero en Japón, país en el que residió tres años, Israel, Egipto, Tailandia, Singapur, Ceilán y la Unión Soviética, entre otros. En esta etapa colaboró con el Diario de África, de Tetuán. En 1961 fija su residencia en Madrid.
Se incorporó en 1968 a la revista Triunfo, con las secciones Silla de pista y Celtiberia Show, esta última luego recopilada en libro que ha tenido numerosas ediciones y reediciones.
A principios de la década de los setenta del siglo XX escribía también en el periódico Informaciones y en la revista Cuadernos para el diálogo, donde fue jefe de sección entre 1976 y 1978, y donde firmaba con el seudónimo de 'Antonio Pintado García' sus reportajes y crónicas de denuncia social. También colaboró en los periódicos Madrid y Diario de Barcelona; este último tuvo que dejarlo a raíz de las presiones que recibió por prologar el libro Autopista del humorista gráfico El Perich. También colaboró en las revistas de humor Hermano Lobo, bajo los seudónimos de 'Luigi Sametegal' y 'Don Luis' y Por favor.
En su labor periodística destacó como cronista parlamentario, en especial desde 1976 y durante toda la Transición española.
Se incorporó como comentarista al periódico Diario 16 en marzo de 1978. También en 1978 asumió la dirección de la revista Viajar.
En 1982, se incorpora a Televisión española, donde ejerce de comentarista parlamentario y presenta el Telediario del fin de semana entre 1985 y 1987, junto a la periodista Teresa Aranda. Más tarde presentaría el espacio cultural La hora del lector (1987) y luego asumiría la sección de información internacional de Suplementos 4.
En 1989 colabora con el periódico El Independiente y un año más tarde con El Sol. En 1990 ficha también por Antena 3 televisión, que le encarga su propio programa: Carandelario, al tiempo que participa en el programa La Tertulia de Miguel Ángel García Juez en la misma cadena.
En 1995 se incorpora a Radio Nacional de España, participando en Las mañanas de Radio 1, con Julio César Iglesias y en la tertulia semanal de 'El Mirador', dentro del programa 'Edición de Tarde', con Antonio San José. 
Desde 1999 hasta su muerte colaboró con el diario El País y tenía un bloque de opinión en el programa de radio Hoy por Hoy, bajo la dirección de Iñaki Gabilondo, emitido en la Cadena Ser.
Fue miembro del consejo director de la Asociación de Periodistas Europeos (APE), y desde el 28 de junio de 1993 del consejo literario del Centro Internacional del Humor, con sede en Granada.
Su única experiencia en el arte escénico consistió en escribir el libreto de la ópera "Timón de Atenas", con música de Jacobo Durán-Loriga, una adaptación de la obra homónima de William Shakespeare. Se estrenó el 24 de abril de 1992 en la Sala Olimpia de Madrid, en una producción del Teatro de la Zarzuela.

### Tertuliano y papiroflecta
En la década de los ochenta del siglo XX fundó en la "Taberna del Alabardero", de Madrid, una tertulia homónima que se reunía los lunes. Participaban en ella antiguos compañeros del semanario Cuadernos para el Diálogo, tales como los periodistas Miguel Ángel Aguilar, Pedro Altares, Ándres Berlanga, Félix Santos, Fernando Castelló y Víctor Márquez Reviriego, los escritores Ángel Fernández Santos, Ángel García Pintado, José Antonio Gabriel y Galán y Vicente Verdú, el político y empresario Javier Gómez Navarro, el cineasta Manuel Gutiérrez Aragón, el publicista Manuel Eléxpuru del Valle, y el anfitrión Luis de Lezama. Dicha tertulia fue más conocida popularmente por "la tertulia del Tonto Contemporáneo" por la concesión anual de un galardón, cuyo distintivo consistía en una tiza, a la persona que más tonterías hubiera dicho o hecho durante el ejercicio anterior, al que los clientes del establecimiento podían presentar candidaturas, acompañadas de pliego circunstanciado en el que se demostrara fehacientemente que los candidatos eran: a) españoles conocidos en el ámbito nacional; b) tontos; c) contemporáneos. Aficionado también a la papiroflexia, mostraba en público su hacer ya fuera en las redacciones de las que formaba parte o mientras participaba de tertuliano.

### Honores y distinciones
El 28 de noviembre de 1980 fue nombrado Hijo Adoptivo de Madrid, por el pleno del ayuntamiento.
A finales de 1998 fue propuesto para Cronista Oficial de la Villa de Madrid, pero su candidatura fue desestimada por el pleno del ayuntamiento, junto a las de otras ocho personas.
En julio de 1989 fue galardonado con el premio de periodismo "Madrid-1988", que anualmente concede la Cámara de Comercio e Industria de Madrid, para premiar la labor de aquellos periodistas que se distinguen por su defensa y promoción de la capital de España.
En febrero de 1990 recibió el título "Guía honorario" de la Asociación Profesional de Informadores Turísticos de Madrid.
El 28 de abril de 1995 le fue otorgada la medalla al Mérito en el Trabajo, en categoría de oro, por el Consejo de Ministros de España.
El 25 de octubre de 2002 se le concedió, a título póstumo, la medalla de oro del Círculo de Bellas Artes de Madrid.
El 29 de octubre de 2002 se le galardonó, a título póstumo, con el premio Mesonero Romanos de Periodismo, uno de los premios Villa de Madrid que convoca anualmente el ayuntamiento.

### Vida familiar
Se casó en Vättis (Suiza), en 1955, con Eloísa Jäger Pulido (hija de un ingeniero suizo y de una madrileña, y sobrina del médico y político filosefardita Ángel Pulido Fernández), con quien tuvo dos hijas, Eugenia y Zoraida Carandell Jäger.
Tenía una casa de verano en Atienza (Guadalajara), donde pasaba largas temporadas. En 1993 fue nombrado Hermano Caballero Honorario de La Caballada, asumiendo la dignidad de prioste de La Caballada atencina al año siguiente. En dicha localidad se depositaron sus cenizas.

### Homenajes
Considerado como uno de los mejores cronistas parlamentarios del siglo XX, el Senado de España instituyó el Premio "Luis Carandell" de Periodismo Parlamentario, en su memoria, para distinguir a las crónicas parlamentarias que de forma más destacada haya contribuido a realzar la significación de dicha institución, con el fin asimismo de recuperar la tradición de este género periodístico. Convocado por primera vez en 2003, dependiendo de la edición se ha concedido en una única o en dos categorías: "Cronista Parlamentario" y "Cronista Senatorial", con una dotación económica de 10 000 € y 6000 €, respectivamente.
La Generalidad de Cataluña organizó una muestra en su memoria que se expuso en Madrid (junio de 2005) y en Barcelona (marzo-mayo de 2006).
En junio de 2010, la Diputación de Guadalajara y la asociación Sibilas de Atienza le rindieron un homenaje con la colocación de una placa en la casa familiar donde vivía en las temporadas que pasaba en Atienza.

## Obra
Entre historiador y cronista, mucha de su obra estuvo trufada de un tinte humorístico. Su obra gira en torno a varias temáticas: crónicas y libros de viaje; libros de temática madrileña; libros de crónica y anecdótica parlametaria; libros de miscelánea y anecdótica de la vida cotidiana.
- Islandia. Entre fuego y hielo. Barcelona: Ediciones G.P., 195?.
- Egipto, hoy. Barcelona: Ediciones G.P., 195?.
- Viaje al monte Athos. Barcelona: Ediciones G.P., 195?.
- Islandia, 1958. Barcelona: Edosa, 1965. ISBN 84-236-0278-8. ISBN 978-84-236-0278-0.
- La reina de la península de Athos. (La vida maravillosa de los monasterios ortodoxos). Barcelona: Edosa, 1966. ISBN 84-236-0119-6. ISBN 978-84-236-0119-6.
- Turquía, encrucijada entre dos mundos. Barcelona: Edosa, 1966. ISBN 84-236-0183-8. ISBN 978-84-236-0183-7.
- Los españoles. Barcelona: Ediciones Cultura Popular, 1968. ISBN 84-7233-032-X. ISBN 978-84-7233-032-0.
- Vivir en Madrid. Barcelona: Editorial Kairós, 1968. ISBN 84-7245-005-8. ISBN 978-84-7245-005-9.
- Celtiberia show. Madrid: Guadiana de Publicaciones, 1970. ISBN 84-251-0070-4. ISBN 978-84-251-0070-3.
- Celtiberia bis. Madrid: Guadiana de Publicaciones, 1972. ISBN 84-251-0012-7. ISBN 978-84-251-0012-3.
- La raya de Portugal, la frontera del subdesarrollo. Eduardo Barrenechea (coaut.). Madrid: Cuadernos para el Diálogo, 1972. ISBN 84-229-0145-5. ISBN 978-84-229-0145-7.
- Los romances de Carandell. Madrid: CVS Audiolibro, 1973. ISBN 84-300-5947-4. ISBN 978-84-300-5947-8.
- La Andalucía de la sierra. Eduardo Barrenechea (coaut.). Madrid: Cuadernos para el Diálogo, 1974. ISBN 84-229-7046-5. ISBN 978-84-229-7046-0.
- Portugal, sí. Eduardo Barrenechea (coaut.). Madrid: Cuadernos para el Diálogo, 1974. ISBN 84-229-0166-8. ISBN 978-84-229-0166-2.
- Democracia pero orgánica. Barcelona: Editorial Laia, 1974. ISBN 84-7222-281-0. ISBN 978-84-7222-281-6.
- Tus amigos no te olvidan. Madrid: Guadiana de Publicaciones, 1975. ISBN 84-251-0172-7. ISBN 978-84-251-0172-4.
- Vida y milagros de monseñor Escrivá de Balaguer, fundador del Opus Dei. Barcelona: Editorial Laia, 1975. ISBN 84-7222-863-0. ISBN 978-84-7222-863-4.
- Conocer Madrid. Madrid: Oficina Municipal del Plan, 1982. ISBN 84-500-5265-3. ISBN 978-84-500-5265-7.
- España. Madrid: Incafo Archivo Fotográfico, 1982. ISBN 84-85389-21-2. ISBN 978-84-85389-21-6.
- El Rastro. Barcelona: Cinc-Cents Cinc, 1982. ISBN 84-86212-01-4. ISBN 978-84-86212-01-8.
- Madrid es más que Madrid. Barcelona: Lunwerg Editores, 1984. ISBN 84-85983-37-8. ISBN 978-84-85983-37-7.
- Un paseo por Madrid. Barcelona: Lunwerg Editores, 1985. ISBN 84-85983-49-1. ISBN 978-84-85983-49-0.
- El show de sus señorías. Antología de anécdotas parlamentarias. Barcelona: Lunwerg, 1986. ISBN 84-85983-54-8. ISBN 978-84-85983-54-4.
- Castilla-La Mancha. Barcelona: Lunwerg Editores, 1986. ISBN 84-85983-61-0. ISBN 978-84-85983-61-2.
- Reencontrar Madrid. Barcelona: Lunwerg Editores, 1987. ISBN 84-85983-93-9. ISBN 978-84-85983-93-3.
- España diversa. Barcelona: Lunwerg Editores, 1987. ISBN 84-7782-002-3. ISBN 978-84-7782-002-4.
- 10 años de Constitución Española. Zaragoza: Asociación de la Prensa, 1988.
- Desde el cielo a España. Barcelona: Lunwerg Editores, 1988. ISBN 84-7782-032-5. ISBN 978-84-7782-032-1.
- Qué pasa en Madrid. Madrid: Arnao Ediciones, 1989. ISBN 84-86305-34-9. ISBN 978-84-86305-34-5.
- Viajes sin destino. Madrid: Compañía Europea de Comunicación e Información, 1991. ISBN 84-7969-118-2. ISBN 978-84-7969-118-9.
- El Camino de Santiago. Barcelona: Lunwerg Editores, 1991. ISBN 84-7782-147-X. ISBN 978-84-7782-147-2.
- Retevisión: Un viaje por España. Barcelona: Lunwerg Editores, 1992. ISBN 84-7782-198-4. ISBN 978-84-7782-198-4.
- Telefonía: La gran evolución. Barcelona: Lunwerg Editores, 1992. ISBN 84-7782-201-8. ISBN 978-84-7782-201-1.
- Paisajes literarios de Madrid. Zaragoza: Diputación General de Aragón; Departamento de Educación y Cultura. Delegación Provincial del Ministerio de Educación y Ciencia, 1994. ISBN 84-7753-446-2. ISBN 978-84-7753-446-4.
- Madrid al pié de la letra. Madrid: Editorial El Avapiés. 1993. ISBN 84-86280-72-9. ISBN 978-84-86280-72-7.
- El Transcantábrico: La magia del norte. Madrid: Ferrocarriles de Vía Estrecha, 1994. ISBN 84-604-9885-9. ISBN 978-84-604-9885-8.
- La Vía de la Plata. Barcelona: Lunwerg Editores, 1995. ISBN 84-7782-329-4. ISBN 978-84-7782-329-2.
- Madrid. Madrid: Alianza Editorial, 1995. ISBN 84-206-4676-8. ISBN 978-84-206-4676-3.
- Madrid, Madrid, Madrid. Barcelona: Lunwerg Editores, 1995. ISBN 84-7782-369-3. ISBN 978-84-7782-369-8.
- El santoral de Luis Carandell. Madrid: Ediciones Maeva, 1997. ISBN 84-86478-73-1. ISBN 978-84-86478-73-5.
- Viajes sin destino. Madrid: Ediciones Maeva, 1997. ISBN 84-86478-63-4. ISBN 978-84-86478-63-6.
- Las habas contadas. Madrid: Espasa Calpe, 1997. ISBN 84-239-7757-9. ISBN 978-84-239-7757-4.
- Diccionario de españología. Madrid: Ediciones Maeva, 1998. ISBN 84-86478-76-6. ISBN 978-84-86478-76-6.
- Se abre la sesión. Las anécdotas del Parlamento. Barcelona: Editorial Planeta, 1998. ISBN 84-08-02363-2. ISBN 978-84-08-02363-0.
- Del cielo a Madrid. Barcelona: Lunwerg Editores, 1998. ISBN 84-7782-050-3. ISBN 978-84-7782-050-5.
- Ultreia. Historias, leyendas, gracias y desgracias del Camino de Santiago. Madrid: Aguilar, 1998. ISBN 84-03-59566-2. ISBN 978-84-03-59566-8.
- Las anécdotas de la política. De Keops a Clinton. Barcelona: Editorial Planeta, 1999. ISBN 84-08-03038-8. ISBN 978-84-08-03038-6.
- Vivir en Madrid, años 60. Madrid: Ediciones Maeva, 2000. ISBN 84-95354-25-X. ISBN 978-84-95354-25-9.
- El día más feliz de mi vida. Madrid: Espasa Calpe, 2000. ISBN 84-239-6641-0. ISBN 978-84-239-6641-7.
- La familia Cortés. Manual de la vieja urbanidad. Madrid: Aguilar, 2001. ISBN 84-03-09228-8. ISBN 978-84-03-09228-0.
- Diez siglos, diez historias: Un recorrido por la historia de España. Madrid: Ediciones Maeva, 2002. ISBN 84-95354-56-X. ISBN 978-84-95354-56-3.
- Los pueblos más bellos de España. Barcelona: Lunwerg Editores, 2002. ISBN 84-7782-756-7. ISBN 978-84-7782-756-6.
- Mis picas en Flandes. Madrid: Espasa Calpe, 2003. ISBN 84-670-1307-9. ISBN 978-84-670-1307-8.

Colaboraciones en obras colectivas:
- Retrato de un siglo: La mirada de 10 escritores. Madrid: Ediciones Temas de Hoy, 1999. ISBN 84-7880-814-0. ISBN 978-84-7880-814-4.
- Romá Balagueró, Pepa (coord.). Ser hombre. Madrid: Ediciones Temas de Hoy, 2001. ISBN 84-8460-134-X. ISBN 978-84-8460-134-0.